# 이순임 (교육인)
이순임(李順任, 1958년 10월 11일~)은 대한민국의 퇴직한 제작방송언론인 출신의 전직 정당 정치인이자, MBC 문화방송 공정노동조합위원장 출신으로, 국민대학교 객원교수를 지냈다. 본관은 전주(全州)이고, 호(號)는 대범(大凡)이다.

## 주요 경력

### 학력
- 서강대학교 공공정책대학원 중국학과[4]석사(2000년 8월)
- 이화여자대학교 대학원 중국지역연구학과[5] 박사(2014년 8월)

### 주요 이력
- 1981년 MBC 문화방송 입사(1981년 12월).
- 1994년 MBC 문화방송 예능국 학예부 차장대우(1994년 6월).
- 2000년 MBC 문화방송 예능국 운영부 차장(2000년 7월).
- 2017년 MBC 문화방송 공정노동조합위원장(2017년 5월).
- 2018년 MBC 문화방송 예능국 국장 겸직(2018년 5월).
- 2018년 MBC 문화방송 명예 정년 퇴임(2018년 12월 31일).
- 2019년 7월~2019년 12월 : 자유한국당 당무위원 겸 미디어특별위원.
- 2019년 : 자유한국당 탈당(2019년 12월).
- 2020년 : 미래한국당 당무위원(2020년 2월).
- 2020년 : 미래한국당 탈당(2020년 3월).
- 2020년 : 자유당 당무위원 겸 대변인(2020년 6월).
- 2020년 : 자유당 탈당(2020년 8월).
- 2022년 8월~현재 : 공영언론 미래비전 100년 위원회 공동대표위원장 겸 상근자문위원.
- 2022년 10월~현재 : 한국안전리더스포럼 고문 겸 대표자문위원.

## 저서

### 수필
- 《효령대군 후손의 집성촌 상주 오태리 사람들 이야기》(2015년 3월 28일)

### 저술
- 《한중 방송교류와 한류》(2017년 6월 17일)

## 제작 참여 프로그램

### TV
- 1981년 《MBC 장학 퀴즈》
- 1982년 《MBC 강변가요제》
- 1982년 《MBC 대학가요제》
- 1986년 《MBC 퀴즈 아카데미》
- 1986년 《MBC 대학가곡제》
- 1987년 《MBC 신인가요제》
- 1988년 《MBC 뽀뽀뽀》
- 1996년 《MBC 폭소 발명왕》
- 1996년 《MBC 기인 열전》
- 1998년 《MBC 휴먼 TV》
- 2000년 《MBC 목표달성 토요일》
- 2006년 《MBC 무한도전》